# ЄльціUA (герб)
Єльці (пол. Jelce) — герб шляхетський. Походить з Полісся, де він з давніх часів вживався родиною Єльців.

## Опис
У блакитному полі один срібний чотирипроменевий зворотно спрямований коловорот, кінці якого ще раз заламані назовні, який тут з прадавніх часів не зазнав європейського перетворення на хрест. Встановлено використання на печатці Федора Єльця у 1514 році.

## Видозміни

### Єльці I
У блакитному полі один срібний чотирипроменевий зворотно спрямований коловорот, над яким розташований золотий півмісяць рогами догори, над яким золота шестипроменева зірка. Встановлено використання на печатці Дмитра Єльця.

### Єльці II
У блакитному полі один срібний чотирипроменевий коловорот (герб Проскури). Над щитом шолом. Намет блакитний, підбитий сріблом. У нашоломнику три пір'їни страуса. Встановлено використання на печатці Теодора Єльця.

### Єльці III

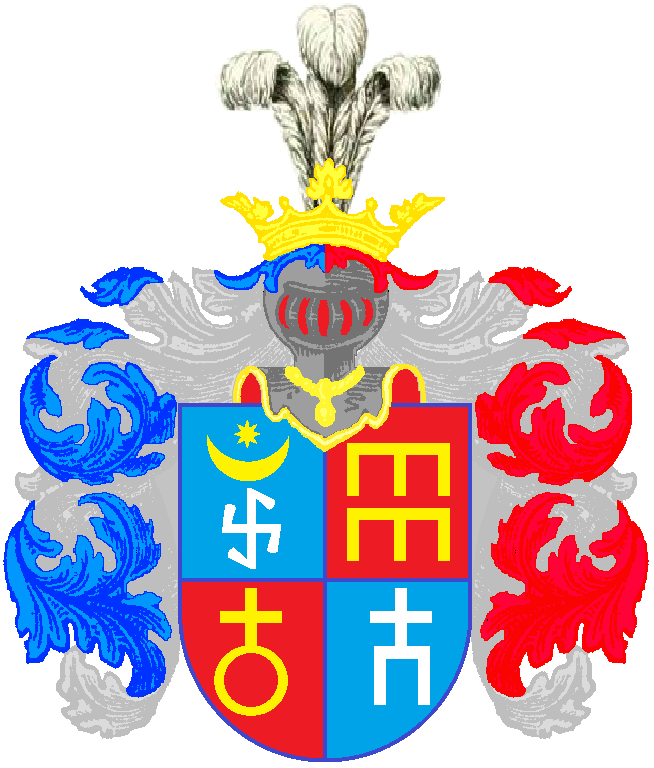
Герб «Єльці III»

У чотиридільному полі в першій частині на блакитному тлі один срібний чотирипроменевий зворотно спрямований коловорот, над яким розташований золотий півмісяць рогами догори, над яким золота восьмипроменева зірка, в другій частині — на червоному тлі дві золоті хоругви з трьома полями одна над одною, як на гербі Хоругви Кмітів (інша назва Радван Щедрий), в третій частині — на червоному тлі золоті коло під хрестом, в четвертій частині — на блакитному тлі срібні знак у вигляді літери П під хрестом. Над щитом шолом. Намет справа блакитний, зліва червоний, підбитий сріблом. В нашоломнику три пір'їни страуса. Встановлено використання на печатці Федора Єльця у 1615 році.

## Походження
Каспер Несецький зазначає, що у Пташевичів у Новгородському воєводстві є подібна версія герба.